# Oreophryne monticola
Oreophryne monticola es una especie de anfibio anuro del género Oreophryne de la familia Microhylidae.

## Distribución geográfica
Es originaria de Indonesia.